# Left 4 Dead 2
A Left 4 Dead 2 (más néven L4D2) egy belső/FPS nézetű akciójáték. A Valve Corporation fejlesztette és adta ki 2009-ben. Európában november 17-én jelent meg. A játék a Source Engine-t használja. Steamen fut. Megjelent Microsoft Windows 2000-re, Windows XP-re, Windows Vistára, Windows 7-re és Xbox 360-ra is.
A játék az apokaliptikus-túlélő kategóriába tartozik. A játékban a "túlélők" harcolnak az életben maradásért a "fertőzöttekkel".

## Besorolás
| Általános               |
| Németország, Ausztrália |

A játék tartalmaz erőszakot.
A játék az erőszakossága, horrorisztikussága miatt Ausztráliában és Németországban csak korlátozva (moderálva) jelenik meg, bár a német verzióban új fegyverek is lesznek.

## Előzmények
A világ egészen mostanáig minden vírus, fertőzés ellen talált ellenszert, de a mostanira nem. Alig pár óra leforgása alatt az egész Egyesült Államokat megfertőzte egy kór, amely vagy megöli az áldozatot, vagy pedig hiperagresszívvá teszi. A vírus egyes fertőzöttjei mutálódnak is, így hozva létre a különleges fertőzötteket. A fertőzöttek felismerik egymást (ezért nem támadják meg a másikat), de akin nem észlelik a vírust, annak könyörtelenül nekitámadnak.
A hivatalos szervek nem a túlélők kimentésével foglalkoznak, hanem a fertőzöttek eltüntetésével. Utasítják a lakosságot (ami megmaradt belőle), hogy például barikádozzák el magukat és várjanak az utasításokra.
A túlélők (akik nem kapták el valamilyen okból a vírust), mind a fertőzöttek kezeitől haltak meg.
A négy túlélő, azonban nem hagyja magát. Bár sok viszontagságon mennek át, végül valahogyan kijutnak szorult helyzetünkből, és elmenekülnek a városból (és környékéről) - ahol hemzsegnek a fertőzöttek.

## Történet
|  | Alább a cselekmény részletei következnek! |

### Fejezetek
A játékban nyolc fejezet van, amelyek a "túlélők" kalandját mesélik el filmszerűen, más-más helyeken. A nyolc rész három-négy-öt epizódra oszlik, melyek között mentések nélkül lehet válogatni - csakúgy, mint a fejezetek közt. A nyolc fejezet:
- Dead Center: Ebben a fejezetben a "túlélők" egy bevásárló központban kalandoznak, amely tele van "fertőzöttekkel".
- The Passing: Először találkoznak ezen a pályán régi L4D szereplői az újakkal.
- Dark Carnival: Ebben a részben egy elhagyatott (vagy nem?) cirkuszi területen kell menekülni a "túlélőkre" támadó fertőzöttek elől.
- Swamp Fever: Itt egy mocsárban kell haladni, ami közel sem szívmelengető élmény...
- Hard Rain: A csapat egy be nem fejezett építkezési területen kóborol, pontosabban menekül.
- The Parish: Ez a rész New Orleansban játszódik, ahol találkozhatnak a legkülönfélébb veszélyekkel a "túlélők".
- The Sacrifice: Ez a fejezet már a régi (L4D-s) szereplők történetét meséli el, akik közül Bill, a többiek mentéséért feláldozza magát.
- No Mercy: Ezen fejezet már az eredeti, régi Left 4 Dead kampánya, amit már a második részben is elérhető, régi szereplőkkel.

### Események

#### Left 4 Dead 2
A játék a Dead Center című fejezettel kezdődik. Mint az előtte lévő pár másodperces videóból megtudjuk, egy helikopter az orruk elől száll fel a "túlélőknek" egy hotel tetején.
A csapat egy bevásárló központba igyekszik, ahol néhány benzines kannával feltöltenek egy versenyautót. Így menekülnek el a „fertőzöttek” karmai elől.
A The Passing fejezetben az eredeti Left 4 Dead túlélői találkoznak az új szereplőkkel. Az újaknak (csak ők irányíthatók) át kell jutniuk egy folyó másik oldalára, hogy össze tudjanak fogni.
Miután a kocsival nem tudnak továbbhaladni (az úton elhagyott kocsisor van), a csapat egy karnevál közelében találja magát. Ez a Dark Carnival fejezet.
Itt egy vidámparkon át menekülnek. Elérnek egy szabadtéri koncert térre, ahol beindítják a fényeket, hogy a segítség rájuk találjon. Ez azonban egy hordányi "fertőzöttet" is vonz, így a menekülés megint csupán másodperceken múlik. Így hát felveszi őket egy tévéstáb helikoptere.
A helikopter pilótáját az egyik "túlélő" lelövi (Nick), mert azt hiszi, hogy a pilóta "fertőzötté" alakul át. Így hát a "túlélők" elindulnak egy messze lévő kikötő felé, ahol talán hajó vár rájuk. Kezdetét veszi a Swamp Fever kampány.
A csapat mocsaras területeken át elér egy kikötőig, ahol segítséget hívnak. Jön is egy hajó. Ezzel menekülnek tovább.
A hajó nem tudja továbbszállítani a csapatot, mivel kifogyott belőle a dízel. Így kezdődik a Hard Rain rész. Esik, és a "túlélők" elindulnak egy benzinkút felé, ahonnan dízelt kell szerezniük. Áthaladnak egy lakónegyeden és egy leomlott cukorgyáron is. Időközben elered az eső és besötétedik. A megnőtt belvízen át a hajó maradék dízelével bemegy értük a lakónegyed közelébe, hogy felszállhassanak. Miután megérkezik a hajó továbbviszi a négy embert.
Az utolsó fejezet, a The Parish a nagy finálé. A hajó kapitánya közli velük, hogy hivatalos szervek mentőakciójának része egy evakuálási pont egy hídnál. Kiteszi őket a lehető legközelebb, majd továbbindul.
A "túlélők" átverekedik magukat a francia negyeden, majd elérkeznek a hídhoz.
Itt hemzsegnek a "fertőzöttek", de végül a légierő egyik helikoptere végleg elviszi a fertőzött területről a csapatot.

#### Kiegészítések
A The Sacrifice kampányban a régi szereplők története szerepel. Ez a Blood Harvest című régi fejezet után játszódik. A "túlélők" egy hídhoz keverednek, ahol be kell indítani egy generátort a híd "felvonásához" (így értelemszerűen távol kerülnek a "fertőzöttektől"). Be is indítják, de mikor épp elindítanák fölfelé a hidat, a generátor beragad. A töltényük elfogyott, és túl sok a "fertőzött", mikor Bill egyszerre leugrik a hídról, eltereli a horda figyelmét és beindítja a generátort. Ekkor egy 'Tank' leüti és a "fertőzöttek" megölik. A többi "túlélő" megmenekül.
A No Mercy fejezet nem kapcsolódik a Left 4 Dead 2-höz, csupán a második résszel játszók is végigjátszhatják a régi "túlélőkkel", de az új fegyverekkel.
|  | Itt a vége a cselekmény részletezésének! |

## Túlélők
A játék során négy túlélővel játszhatunk, akik csak a kinézetükben és alternatív fegyvereikben különböznek*:
- Coach: Egy nagydarab fekete, aki azelőtt egy iskolai amerikai focicsapat edzője volt.
  - Kora: 44
  - Származása: Savannah, Georgia
  - Alternatív fegyverei:
    - Assault Rifle
    - Chainshaw
    - Bile Bomb
- Ellis: Ő egy fiatal, pimasz fickó. A fertőzés kezdete előtt szerelő volt.
  - Kora: 23
  - Származása: Savannah, Georgia
  - Alternatív fegyverei:
    - Grenade Launcher
    - Electric Guitar
    - Defibrillator
- Rochelle: Egy fiatal, fekete producernő, aki otthagyja a 10-es csatornát[4] a fertőzés miatt.
  - Kora: 29
  - Származása: Cleveland, Ohio
  - Alternatív fegyverei:
    - AK-47
    - Axe
    - Incendiary Ammo
- Nick: Ő egy gazdag szerencsejátékos volt, aki nem bízik senkiben.
  - Kora: 35
  - Származása: ismeretlen
  - Alternatív fegyverei:
    - Sniper Rifle
    - Magnum
    - Adrenalin Injection

* Alternatív fegyver: Olyan fegyver, amely a legjobban illik a "túlélőhöz", de a játékban semmi befolyása nincs és nem is ilyen fegyverekkel kezd.
A túlélő öt dolgot vihet magával:
- Elsődleges fegyverek: Ez egy lőfegyver lehet (AK-47, Grenade Launcher stb.).
- Másodlagos fegyverek: Ez vagy kétféle pisztoly (P220 Pistol, Magnum(Desert Eagle)), vagy közelharci fegyver (Cricket Bat, Axe) lehet.
- Harmadlagos fegyverek: Ez egy (!) darab robbanó fegyver lehet (Molotov, Pipe Bomb, Bile Bomb).
- Interakció: A játékos szintén egy (!) darab elsősegélycsomagot (First Aid), defibrillátort (Defibrillator) vagy különleges lőszert vihet magával.
- Energia: Ebben a "dokkban" a játékos fájdalomcsillapítót (Pain Pills) vagy adrenalin injekciót (Adrenalin Injection) vihet magával. Ha ez elfogy, akkor szintén kérhet kölcsön.

A játékos az öt objektum között a görgővel, vagy a számbillentyűkkel válthat (alapbeállítás).

## Fertőzöttek
A játékban fontos szerep jut a "fertőzötteknek" is, akik a legkülönfélébb mutációk eredményei. Fontos azonban, hogy az ellenfelek nem zombik és nem élőhalottak. Ezek egy fertőzés által mutálódott, és hiperagresszívvé vált emberek. Íme ők:
- The Horde: A "Horda"-ként emlegetett ellenfelek. Amíg meg nem zavarják őket, addig álldogálnak, fetrengenek, ülnek, támolyognak, azonban ha valaki megzavarja őket rárontanak. Azt gondolnánk, mint átlagellenfelek buták, és lassúak. Azonban épp ellenkezően: gyorsak és okosak. Harapnak, karmolnak, ahol csak tudnak. Életerejük kevés - pár golyó elintézi őket. A horda tagjai a régiek (benne vannak a játékban az előző játékban megismert ellenfelek), de más kinézetet és több alfajtát kaptak. Jött még hawaii mintás inges férfi és tűzoltó ruhás is. De van több alfajta is, amik ugyan a horda tagjai, de van egy kevés képességük.
  - Játékos irányítás: Nincs
  - Életerő: 30/50/50/90 (Easy/Normal/Advanced/Expert)
    - CEDA Agent: A tűzálló ruhás "fertőzöttnek" kicsit több az életereje, bár nem tudni mennyivel. Mivel tűzálló a ruhája, nem hat rá a tűz, de így egy kicsit lassabb társainál. Lehet nála egy Bile Bomb, amit megölése után lehet elvenni tőle. Előfordul a Dead Centerben.
    - Fallen Survivor: Egy olyan fertőzött, aki azt hitte, hogy túlélheti az apokalipszist, fel is készült rá, de ő maga is élőholttá változott. Találni nála elsősegélycsomagot, fegyvert stb.
    - Clown: Bohócból átalakult ember. Gyorsabb és mozgékonyabb a horda többi tagjánál. Hátralökve az orra dudál és odavonz egy hordát. Csak a Dark Carnival fejezetben fordul elő.
    - Mudman: A mocsárban előforduló nyálkás ellenfél szintén gyorsabb társainál és kiválóan rejtőzködik, ráadásul a víz alól előtörve a szívbajt hozza a "túlélőkre". Négykézláb közlekedik. A mocsár csak a Swamp Fever-ben található meg, ezért a "fertőzött" is csak itt található meg.
    - Construction Worker: Az építésen dolgozó emberből létrejött "fertőzöttekre" nem hat a Pipe Bomb. Előfordul a Hard Rain kampányban.
    - Police Riot: Golyóálló mellényes rendőrből létrejött zombi. Csak hátulról lehet megsebezni. Élete kicsit több. A The Parish-ben fordul elő.
- The Witch: Ez az ellenfél csendesen sírdogál. Nem szereti a fényt. Azonban senkit ne tévesszen meg, hiszen amint megzavarjuk, nekünk támad, és pár csapással leterít minket. Életereje közepes, ráadásul gyors, és ügyes is. Két fajtája is van.
  - Játékos irányítás: Nincs
  - Életerő: 500/1000/1000/1000 (Easy/Normal/Advanced/Expert)
    - Night Witch: Ez az ellenfél sötétben üldögél és sír. Ha rávilágítunk, nekünk támad, mert nem szereti a fényt és az erős zajt sem. Értelemszerűen csak éjjeli pályán fordul elő.
    - Wandering Witch: Mivel a Witch-ek nem szeretik a fényt, így a napon nem képesek megmaradni. Állva járkálnak. Könnyebb őket felriasztani, mert ingerlékenyebbek. Természetesen csak nappali pályákon fordul elő.
    - Married Witch: Ez a Witch egy esküvői ruhában mutálódott, újdonsült feleség. Tulajdonságai egyeznek az alapvető Witch-csel, csupán kinézetük más. Megtalálható a The Passing-ban.
- The Boomer: Ez az idegen egy hájas, kelésekkel teli mutáns. Képes hányni, mely elhomályosítja a túlélő látását, hányadéka vonzza a fertőzötteket. Ha megölik (életereje kevés), szétrobban - beterítve vele a körülötte állókat.
  - Játékos irányítás: Van; A játékos kicsit lassabban mozog, mint az átlagos "fertőzöttek" (The Horde). Bizonyos időközönként képes savat köpni, amely elhomályosítja egy kis időre a "túlélők" látását, és szaga vonzza a közelben lévő horda (The Horde) tagjait. Köpését irányítani lehet, és kis hatótávolságú.
  - Életerő: 50
  - Képesség: savhányás
  - Képesség töltődés: lassú
  - Képesség hatótáv: kicsi
- The Smoker: Ez az ellenfél kelésekkel, csápokkal[5] és egy hosszú nyelvvel rendelkezik. Ezzel magaslatokról les áldozataira, akiket megpróbál a kilőtt nyelvével magához húzni. Eközben mérgezi is az ellenfelet. A támadása alatt az áldozat tehetetlen. Általában füstfelhőt ereget.
  - Játékos irányítás: Van; A lény képes a nyelvével megfojtani, vagy magához húzni az ellenfelet. Átlagos sebességű, életereje közepes. A nyelvlövés/támadás alatt a lény védtelen, ha talál, ha nem. Ha viszont talál, akkor az ellenfél is védtelen.
  - Életerő: 250
  - Képesség: nyelvkilövés (nyelvfojtás)
  - Képesség töltődés: közepes
  - Képesség hatótáv: közepes
- The Hunter: Ő a falakon (akár a függőlegeseken) ugrál. Képes olyan helyekre felugrani, ahová más nem. Képessége a "gyilkos ugrás", mellyel rá tud ugrani egy áldozatára, akit széttép. Amíg a támadás tart, az áldozat semmit sem tehet. Valakinek meg kell, hogy mentse.
  - Játékos irányítás: Van; A "fertőzött" képes nagyokat ugrani, amelyeknek a végcélja egy "túlélő". Ha az ugrás eltalálja a "túlélőt", akkor a lény leteríti, majd kaszabolni kezdi. Mind a "túlélő", mind a játékos védtelen. Ha lényt nem zavarják/ölik meg, addig folytatja a kaszabolást, míg a "túlélő" meg nem hal. Ezt a képességét hamar képes újratölteni. Azonban az ugrást lehet gyors helyváltoztatás eszközeként használni, hisz e nélkül ő is csak egy "átlagfertőzött".
  - Életerő: 250
  - Képesség: gyilkos ugrás
  - Képesség töltődés: gyors
  - Képesség hatótáv: nagy
- The Tank: Ez egy monstrum. Hihetetlenül fejlett váll- és karizmai a mutáció eredményei. Élete rengeteg. Megölni egyedül lehetetlen. Gyors, és képes falakat betörni, köveket hajigálni (akár több száz kilogrammosakat is). Igazi ellenfél.
  - Játékos irányítás: Van; Ez a mutáns hihetetlen erős és gyors. Ökleivel képes az ellenfelét messze elütni, vagy (halálosan) megsebezni. Képessége az, hogy képes kitépni a földből nagy darabokat, majd azokat a "túlélők" felé hajítja. Akit eltalál, az a földre kerül, vagy meghal.
  - Életerő: 3000/4000/6000/8000(Easy/Normal/Advanced/Expert)
  - Képesség: szikladobás
  - Képesség töltődés: közepes
  - Képesség hatótáv: hosszú
- The Jockey: Ez a görbe hátú, hajlott lény képes nagyokat ugrálva egy túlélő fejére ugrani. Nehéz eltalálni, mert viszonylag kicsi és gyors. Szakadt atlétát visel.
  - Játékos irányítás: Van; A játékos képes ráugrani (a képesség betöltődése után) a "túlélők" fejére, befogni a szemét és így irányítani. Ez azért veszélyes, mert így ha például beleesik a karakter egy szakadékba, magával rántja a "túlélőt", de elkormányozhatja így társai közeléből a játékos csapata ("fertőzöttek") közé. A játékos meg tudja szakítani ezt a folyamatot, de a fertőzött nem.
  - Életerő: 325
  - Képesség: fejre ugrás
  - Képesség töltődés: gyors
  - Képesség hatótáv: kicsi
- The Charger: Ez a "fertőzött" egy Tankká alakult volna át, de megállt a fejlődés közepén, és így fél keze elcsökevényesedett, míg a másik kifejlődött. Gyors, és képes a porba döngölni a "túlélőt".
  - Játékos irányítás: Van; A játékos képes (képességbetöltés után) gyorsan előtörni valahonnan, és elkapni egy "túlélőt". Ekkor mindketten védtelenek. A játékos fejlett kezével a földhöz vagdossa a "túlélőt" addig, amíg az meg nem hal, vagy ő maga meg nem hal.
  - Életerő: 600
  - Képesség: földbedöngölés
  - Képesség töltődés: közepes
  - Képesség hatótáv: kicsi
- The Spitter: Ez a lény nőkből jött létre. Mondhatni, hogy a Boomer testvére - hiszen a nőkre másképpen hatott a vírus. Átlagosnak tűnik. Fürdőruhát visel, és kissé kövér a hasa táján.
  - Játékos irányítás: Van; A játékos (hasonlóan a Boomerhez) itt is köpni tud, de ez a sav mérgezi a "túlélőt", ha rálép - de csak addig, amíg rajta van. Amikor megölik a játékost, a karakter méreggé robban szét, beterítve a körülötte állókat.
  - Életerő: 100
  - Képesség: savhányás
  - Képesség hatótáv: közepes
  - Képesség töltődés: lassú

A "Játékos irányítás:" szöveg azt jelzi, hogy többjátékos módban irányítható játékos által a karakter.

## Objektumok
Ezeket az objektumokat CSAK a "túlélők" használhatják.

### Elsődleges fegyverek

#### Első rész
- Chrome Shotgun: Krómozott vadászpuska. Nagy a tűzereje, de lassú.
  - Töltény: 128
  - Tár: 8
- Pump Shotgun: Alapvető vadászpuska. Szintén nagy tűzerejű, kis hatótávolságú, de lassú.
  - Töltény: 128
  - Tár: 8
- SMG: Átlagos kézifegyver. Gyorsan tüzel és nagy a tárkapacitása is.
  - Töltény: 650
  - Tár: 50
- Silenced SMG: Hangtompítóval ellátott kézifegyver. Gyors tüzelésű és közepes hatótávolságú.
  - Töltény: 650
  - Tár: 50

#### Második rész
- Combat Shotgun: Félautomata sörétes puska. Ez valójában az olasz Spas 12. Brutális közelharc fegyver.
  - Töltény: 90
  - Tár: 10
- Tactical Shotgun: Félautomata sörétes puska. Ez valójában az olasz Benelli M4 Super 90. Brutális közelharc fegyver.
  - Töltény: 90
  - Tár: 10
- Combat Rifle: Gyors tüzelésű, kétkezes fegyver. Erős, de kissé pontatlan. Valójában ez a belga FN SCAR. Rögzített sorozatokat lő (3-as sorozat "tűzlökés")
  - Töltény: 360
  - Tár: 60
- M-16 Assault Rifle: Szintén nagy tűzerejű, gyors és pontos fegyver. Kiváló hordaharcok idejére.
  - Töltény: 360
  - Tár: 50
- AK 47: Pontatlan, nagy tűzerejű fegyver.
  - Töltény: 360
  - Tár: 40
- Sniper Rifle: Távcsöves puska. Pontos és nagy hatótávolságú.
  - Töltény: 180
  - Tár: 30
- Hunting Rifle: Szintén távcsöves puska.
  - Töltény: 180
  - Tár: 15
- Grenade Launcher: Kisebb gránátvető kézifegyver. Pontos, és nagy hatótávolságú. Robbanása közeli tűznél sebzi a túlélőket.
  - Töltény: 30
  - Tár: 1
- M60 GPMG: Óriási méretű, nagy tűzerősségű fegyver. Töltényt bele találni nem lehet, ha egyszer kifogy, használhatatlan lesz.
  - Töltény: 150
  - Tár: 1

### Másodlagos fegyverek

#### Pisztolyok
- Magnum: Kis hatótávolság - nagy tűzerő. Nagy mérete miatt csak egyet lehet vinni.
  - Töltény: végtelen
  - Tár: 8
- P220 Pistol: Ez is közepes hatótávú és tűzerejű, de valamivel gyorsabban tüzel "átlagos" testvérénél.
  - Töltény: végtelen
  - Tár (egy pisztoly): 15
  - Tár (két pisztoly): 30

#### Közelharci fegyverek
- Axe: Tűzoltós balta
- Baseball Bat: Baseball ütő
- Chainshaw: Láncfűrész
- Criket Bat: Krikett ütő
- Crowbar: Feszítővas
- Electric Guitar: Elektromos gitár
- Frying Pan: Palacsintasütő
- Golf Club: Golfütő
- Katana: Szamuráj kard
- Machete: Bozótvágó kés
- Tonfa: Rendőrbot

### Harmadlagos fegyverek
- Molotov: Eldobva kisebbet robban, majd egy tűzmezőt hoz létre. Aki még ott van, azt biztosan megég. Ideális területvédelemre és a Tank felgyújtására.
- Pipe Bomb: A gránát nem robban azonnal. Visszaszámol öttől. Azonban a "fertőzöttek" azonnal köré gyűlnek, így tömegbe dobva hatásos fegyver.
- Bile Bomb: Eldobva egy mérgező felhőt hoz létre, amely ha érint egy "fertőzöttet" az ironikus módon fertőzött lesz, így társai rá támadnak. Miután megölték, a hulla körül zöld levegőt tovább karmolásszák, így könnyű célpontot jelentenek. Ajánlott ledobni az emeletről (Dead Center), vagy vízbe dobni (Swamp Fever), vagy szimplán molotov koktéllal felgyújtani. Ha nem öljük meg az összesereglett fertőzötteket, akkor az epe hatása elmúltával a fertőzöttek megtámadják a játékosokat!

### Robbanó eszközök
- Benzines kanna: Benzinnel töltött kanna. Ha belelőnek, egy tűzmezőt hoz létre.
- Gáz tank: Gázzal töltött palack, ami nagyot robban.
- Oxigén tank: Oxigénnel töltött palack, szintén nagyot robban.
- Propán tank: Propánnal töltött palack. Kisebbet robban, és tüzet is kelt.
- Tűzijáték: Tűzijátékos doboz, amelybe belelőve tűzijáték-petárdák robbannak mindenütt.

### Interakció

#### Gyógyítás
- First Aid: Gyógyszeres és kötszeres táska. Használata néhány másodpercbe kerül. Ha ez alatt valaki megzavarja a "túlélőt", akkor a csomag nem gyógyítja meg (de nem is veszik el). Ezt a táskát átadhatja a társainak is.
- Defibrillator Units: Felvéve egy halott "túlélőt" újra lehet vele éleszteni. Használata néhány másodpercbe kerül. A visszatért "túlélő" 40 életponttal folytathatja a játékot, fegyverek (kivéve egy pisztoly) nélkül.

#### Lőszerek
- Normal Ammo: Ezt ugyan vehetnénk kakukktojásnak is, mivel ezt nem kell kézbe venni a használathoz. Sima töltények a földön vagy asztalon. Bármilyen fegyvert bárhányszor újra lehet tölteni vele (Egyedüli kivételt a gránátvető, a láncfűrész és az M60 GPMG jelenti
- Incendiary Ammo: Olyan lőszer, amely tüzet gyújt, ha akárhová becsapódik. Ha felvesszük egy fegyverbe, akkor csak abban lesz meg, és nem lehet váltani a lőszerek között. Ha eldobjuk a fegyvert, akkor a lőszer is vele veszik. Csak egy tár tüzes lőszert lehet felvenni, és egyszer.
- Explosive Ammo: Robbanó lőszer. Ha becsapódik, egy kisebb robbanást kelt. Megsebzi az ellenfelet. Vigyázzunk vele, mert ha egy nagyon közel került fertőzöttet találunk el, akkor saját magunkat is megsebezzük! Ha felvesszük egy fegyverbe, akkor csak abban lesz meg, és nem lehet váltani a lőszerek között. Ha eldobjuk a fegyvert, akkor a lőszer is vele veszik. Csak egy tár robbanó lőszert lehet felvenni, és egyszer.

### Energia
- Pain Pills: Kis műanyag doboz. Kisebb erőt ad a "túlélőnek". Ennek használata azonnal hat. Ezt is átadhatja valamelyik társának a használója.
- Adrenalin Injection: Hasonlít a Pain Pills-re. Injekcióstű, amely megnöveli az adrenalinszintet, így a sebességet. A játékos életerje is nő, de ez a plusz életerő hamarabb elfogy, mint a Pain Pills bónusza.

## Nehézségi szintek
A nehézségi szintet CSAK "egyjátékos" módban lehet beállítani. A többjátékos módban szavazással lehet eldönteni a nehézségét a játéknak.
A játékot természetesen a kezdőktől a profikig mindenki játszhatja. Hogy megfelelő legyen a játékélmény, mindenki négy nehézségi szint között választhat:
- Easy: Ez a könnyű játékszint. Minden ellenfelet viszonylag könnyen el lehet intézni, a továbbjutás is könnyű. Egy átlagos fertőzött egyetlen ütése 1 életpontba kerül.
- Normal: Ezen a szinten a játékos középerős ellenfelekkel, nagyobb kihívásokkal néz szembe. Egy átlagos fertőzött egyetlen ütése 3 életpontba kerül.
- Advanced: Itt a játékos erős ellenfelekkel kerül össze. Fegyverei, muníciói is korlátozottak. Egy átlagos fertőzött egyetlen ütése 5 életpontba kerül.
- Expert: A profi mód. Iszonyatosan erős ellenfelek - nehéz továbbjutás. Egy átlagos fertőzött egyetlen ütése 10 életpontba kerül.
- Realistic Mode: Ez egy különálló játékmód. Ezen belül szintúgy 4 fokozatban állítható (Easy, Normal, Advanced, Expert). Nagyon erős ellenfelek, fegyverek hatása kisebb, halál esetén nincs újraéledés, csak defibrillátorral lehet a játékost visszahozni a játékba. Egy átlagos fertőzött egyetlen ütése 20 életerő pontba kerül (Expert fokozaton).

## Játékmenet

### Egyjátékos
- Túlélő irányítás: van
- Fertőzött irányítás: nincs
- Különlegesség: a játékos egyedül játszhatja végig (a másik három "túlélőt" a gép irányítja) a fejezetet

A játékos egy adott ponttól indul. A kezdőhelynél talál fegyvereket, elsősegélycsomagokat, esetleg robbanószert és töltényt. Innen indul a játék.
Miután a játékos felfegyverkezett, elindul a játéktérképben. Nincs meghatározva az útvonal (nem jelölik az irányt nyilak, jelek), de mégis irányított a mozgás vonala. A játékos most egy "mentőházba" igyekszik. Az odajutást segíti három társa, és korlátozza a "fertőzöttek" csapata.
A játékosra rátámadó kreatúrákat változatosan lehet elpusztítani: le lehet lőni, meg lehet ütni, fel lehet gyújtani, vagy esetleg robbantani.
Ha egy ellenfél megsebzi a játékost, azt életerőt veszít. A játékos életereje 100 pont. Miután ez 0 alá csökkent, a földre kerül - ilyenkor 300 életerő pontja van, és két pisztollyal védekezhet, de nem mozoghat. Innen egy társának kell felsegítenie őt. Ha a segítség (felsegítés) közben valami megzavarja a párost, akkor a földön fekvő játékos visszazuhan a földre. Természetesen nem csak a játékos kerülhet földre - a társai is. Ilyenkor ugyan az a teendő: felsegíteni. Ha a földön fekvő életereje 0 alá csökken, a "túlélő" meghal - kiesik a játékból. Ha maga a játékos hal meg, akkor az utolsó "mentőháztól" kezdi újra a játékot. A játékos sebeit két módon gyógyíthatja.
A játékosnak célja, hogy a legtöbb társát (vagy magát) bejuttassa a "mentőházba".
A "mentőházat" kivételesen jelöli a játék (egy házikó, benne egy plusz jellel). A "mentőházat" arról lehet felismerni, hogy a "DEAD END" felirat van rajta, rácsos, és piros. A "mentőház" egy elválasztó két pálya között. Ha a játékos tovább akar haladni a következő pályára, akkor be kell zárnia maga mögött az ajtót.
A "mentőházban" szintén muníció, elsősegélycsomagok és fegyverek találhatóak (néha robbanószer vagy tabletta is). A játékos úgy juthat a következő pályára (az ajtó behúzása, a pálya betöltése után), hogy kinyitja a másik pályára vezető ajtót.
Az utolsó "mentőház" után már a finálé következik, ahol talál a játékos egy rádiót - ebben kapja az utasításokat. Lesz még itt muníció, fegyver, tabletta, robbanószer és elsősegélyes csomag is. Célja, hogy megvédje magát (és társait) a "fertőzöttek" hada ellen, majd beszálljon a megmentő járműbe.

### Többjátékos

#### Campaign
- Túlélő irányítás: van
- Fertőzött irányítás: nincs
- Különlegesség: a játékos három másik hús-vér emberrel játszhatja online végig a fejezetet

Ebben a játékmódban a játékos végigjátszhatja online társaival az öt fejezet valamelyikét.
Ebben a módban a játékos célja ugyanaz - bejutni a "mentőházba", majd eljutni a biztonságot jelentő járműig.
Ellentétben az "egyjátékos" móddal, itt ha meghal a játékos, kiesik a játékból, de nem indul újra a legutolsó "mentőháztól" a játék - hiszen a többi játékos tudja folytatni a játékot.

#### Survival
- Túlélő irányítás: van
- Fertőzött irányítás: nincs
- Különlegesség: a játékos célja minél tovább életben maradni, medálokért cserébe

Itt a játékos egy adott fejezet-részletben kell megvédje magát.
Itt addig folyik a játék, amíg mind a négy "túlélő" meg nem hal, vagy földre nem kerül. Cél: minél tovább életben maradni. Amíg egy "túlélő" is talpon van, addig pereg az óra felfelé. Időközönként kap egy medált az életben maradása jutalmául.
A "túlélőket" természetesen itt is hús-vér emberek irányíthatják - és kapnak elég utánpótlást fegyver-ügyben is.

#### Scavenge
- Túlélő irányítás: van
- Fertőzött irányítás: van
- Különlegesség: a játékosnak olajos kannákat kell időre gyűjteni, célja pontokban legyőzni a másik csapatot

Ebben a módban időre kell olajoskannákat gyűjteni.
A csapat 2:00-tól (perc) kezdi a játékot. Akkor indul a játék, ha kimennek egy bizonyos területről, vagy 30 másodpercig nem teszik meg ezt.
A kannák szét vannak szórva a pályán, ezeket kell egy generátorba tölteni. Az óra lefelé ketyeg, de ha beleöntenek a generátorba egy kannányi olajat, akkor megugrik egy kicsit felfelé - nő a kanna-szerzési idő.
Ha lejár az idő, a földre kerül/meghal mind a négy "túlélő", vagy ha a csapat 16 kannát betölt, akkor a körnek vége. Annyi pontot kapnak, amennyi kannát összegyűjtöttek. Ekkor megfordul a kör, a "túlélők" most "fertőzöttekké" válnak, és megpróbálják megakadályozni a jelenlegi "túlélők" kannagyűjtését.
Három kört játszik mindenki mindkét oldalon ("fertőzött" és "túlélőként" is). A cél, hogy a meccs végén a saját csapatnak legyen több pontja.
Ellentétben az "egyjátékos" móddal, itt ha meghal a játékos, kiesik a játékból, de nem indul újra a legutolsó "mentőháztól" a játék - hiszen a többi játékos tudja folytatni a játékot. Ha mind a négy játékos meghal, vagy földre kerül, akkor a játék véget ér, és a fertőzöttek győznek.

#### Versus
- Túlélő irányítás: van
- Fertőzött irányítás: van
- Különlegesség: a játékos "túlélőként" és "fertőzöttként" is játszhat a másik csapat ellen

Ebben a módozatban a játékosok két csapatba "sorolódnak": "túlélőbe" és "fertőzöttbe". Hasonlóan a Scavenge módhoz, itt is a másik legyűrése a lényeg pontokban.
A játékosok egy fejezetben játszanak, majd a rész végén szerepet cserélnek ("túlélőből" fertőzött" lesz és ugyanez fordítva).

##### Túlélő
Ebben a módban a játékos célja ugyanaz - bejutni a "mentőházba", majd eljutni a biztonságot jelentő járműig.
Ellentétben az "egyjátékos" móddal, itt ha meghal a játékos, kiesik a játékból, de nem indul újra a legutolsó "mentőháztól" a játék - hiszen a többi játékos tudja folytatni a játékot. Ha mind a négy játékos meghal, vagy földre kerül, akkor a játék véget ér, és a fertőzöttek győznek.

##### Fertőzött
Itt a játékos hat "fertőzött" (Boomer, Smoker, Hunter, Charger, Jockey, Spitter) közül kapja meg véletlenszerűen az egyiket. Célja megakadályozni a "túlélők" csapatát a "mentőházba" való jutásban.
A játékban ha "fertőzöttként" meghal a játékos, nem esik ki a játékból, hanem 20 másodperc után folytathatja azt.
A játékmenet során itt is véletlenszerűen a gép kisorsol egy Tank-ot a "fertőzöttekkel" játszó játékosok közül. Ha a Tank meghal, akkor az őt alakító játékos már ismét Boomer, Smoker, Hunter, Charger, Jockey, Spitter képében éled újjá 20 másodperc múltán.

#### Realism
- Túlélő irányítás: van
- Fertőzött irányítás: nincs
- Különlegesség: a játékos élethűen játszhatja végig online négy emberrel a fejezetet

Ez az élethű mód. Különlegessége a többi módhoz képest (amitől élethű), hogy:
- nem látszanak az objektumok körvonalai
- nem látszanak a társak ("túlélők") körvonalai
- a Defibrillatorral nem lehet újjáéleszteni halott "túlélőt"
- a Witch-ek ütése egyből megöli a "túlélőt" Expert fokozaton
- ha testbe talál a lövés, akkor az nagyon keveset sebez [a különleges "fertőzöttekre" is érvényes]
- ha fejbe talál a lövés, akkor az egyből megöli az ellenfelet [a különleges "fertőzöttekre" is érvényes]
- ha a játékos meghal a játék során, akkor a teljes fejezetet újrakezdi

#### Mutations
- Túlélő irányítás: van
- Fertőzött irányítás: változó
- Különlegesség: minden csütörtökön új módozat

Ebben a játékban mindig változó a "parti". Hol valósághű csapatmód (Realism Versus), hol például láncfűrész parti (Chainsaw Party) a kínálat, azonban minden héten, csütörtökön új módozat érkezik a játékhoz.

## Eredmények
Az eredmények (achievements) bizonyos dolgok teljesítésével érhetőek el. A játékban nincs túl nagy szerepük, nem fontos ilyeneket szerezni. Vannak olyanok, amelyeket csak "túlélőkkel" vagy "fertőzöttekkel" lehet elérni, vagy csak bizonyos játékmódokban.

### Túlélő
- Price Chopper: Teljesítsd a Dead Center fejezetet.
- Midnight Rider: Teljesítsd a Dark Carnival fejezetet.
- Ragin' Cajun: Teljesítsd a Swamp Fever fejezetet.
- Weatherman: Teljesítsd a Hard Rain fejezetet.
- Bridge Burner: Teljesítsd a The Parish fejezetet.
- Still Something To Prove: Teljesíts az összes fejezetet Expert fokozaton.
- Voilence In Silence: Teljesíts úgy egy fejezet-részletet, hogyan nem riasztasz be/fel semmit.
- The Bridge Over Trebled Slaughter: Juss át a The Parish kampány utolsó részén három percen belül.
- Guardin Gnome: Mentsd ki a "gnómot" a Dark Carnival fejezetből.
- Sob Story: Juss egy mentőházba a Hard Rain fejezetbe úgy, hogy nem riasztasz fel Witch-et.
- Fried Piper: Gyújts fel Molotov-val 10 átlagos fertőzöttet és egy Clown-t.
- Head Honcho: Vágd le közelharci fegyverrel 200 átlagos fertőzött fejét.
- Burning Sensation: Lőjj meg 50 átlagos fertőzöttet Incendiary Ammo használatával.
- Chain Of Command: Ölj meg 100 átlagos fertőzöttet a Chainsaw-val.
- Septic Tank: Dobj meg egy Tank-ot Bile Bomb-bal.
- Club Dead: Ölj fertőzöttet az összes közelharci fegyverrel.
- Dismemberment Plan: Ölj meg 15 fertőzöttet egyetlen Grenade Launcher lövéssel.
- Shock Jock: Élessz újra Defibrillator-ral 10 halott túlélőt.
- Heartwarmer: Menj ki a mentőházból, hogy újraélessz Defibrillator-ral egy túlélőt.
- The Quick and The Dead: Segíts fel 10 földre került túlélőt Adrenalin Injection használatával.
- Tank Burger: Ölj meg egy Tank-ot közelharci fegyverrel.
- Confederacy Of Crunches: Teljesíts fejezetet csak közelharci fegyver használatával önmagad gyógyítása nélkül.
- Armory Of One: Csomagolj ki egy különleges lőszeres dobozt, hogy aztán mind a négy túlélő vegyen belőle.
- Level A Charge: Ölj meg egy Charger-t egy közelharci fegyverrel, miközben az éppen rohamoz.
- Cache And Carry: Tölts be a csapatoddal 15 kannát a generátorba egy Scavenge menet alatt.
- Beat The Rush: Nyerj egy medált Survival módban csak közelharci fegyver használatával.
- Hunting Party: Nyerj meg egy Scavenge játékot.
- Strength In Numbers: Győzd le teljesen a másik csapatot Scavenge vagy Versus módban.
- The Real Deal: Teljesíts egy fejezetet Expert fokozaton Realism módban.
- Acid Reflex: Ölj meg úgy egy Spitter-t, hogy az még nem köpött.
- Crass Menagerie: Ölj meg egyet az összes különleges átlag fertőzöttből (Clown, Mudman stb).
- A Ride Denied: Ölj meg egy épp lovagló Jockey-t, úgy, hogy legfeljebb két másodperce lovagol.
- Dead In The Water: Ölj meg a vízben 10 Mudman-t.
- Robbed Zombie: Ölj meg 10 CEDA Agent-et és vedd el tőlük a Pile Bomb-jukat.
- Cl0wnd: Lökj el magadtól 10 Clown-t, hogy dudáljon az orruk.
- Gong Show: Üss meg egy erőmérőt a maximumra.
- Stache Whacker: Üss meg egy sebesség-tesztelőt 40 pontig.

### Fertőzött
- Rode Hard, Put Away Wet: Lovagolj Jockey-val egy Spitter savába.
- Spit Happens: Köpd le savval mind a négy túlélőt.
- A Spittle Help From My Friends: Köpj le egy túlélőt Spitter-rel, miközben a túlélőt egy Smoker húzza magához.
- Scattering Ram: Charger-rel lökd meg mind a négy túlélőt egy rohammal.
- Long Distance Carrier: Charger-rel vigyél el 80 lábra egy túlélőt.
- Qualified Ride: Jockey-val lovagolj meg 8 másodpercig egy túlélőt.
- Back In The Saddle: Mint Jockey, ugorj rá két túlélőre is egy élet alatt.
- Meat Tenderizer: Charger-rel döngölj a földbe egy roham után 12 másodpercig egy túlélőt..